# Miami Open 2001 - Qualificazioni doppio maschile
Le qualificazioni del doppio maschile del Miami Open 2001 sono state un torneo di tennis preliminare per accedere alla fase finale della manifestazione. I vincitori dell'ultimo turno sono entrati di diritto nel tabellone principale. In caso di ritiro di uno o più giocatori aventi diritto a questi sono subentrati i lucky loser, ossia i giocatori che hanno perso nell'ultimo turno ma che avevano una classifica più alta rispetto agli altri partecipanti che avevano comunque perso nel turno finale.
Le qualificazioni del doppio del torneo Ericsson Open 2001 prevedevano 12 coppie partecipanti di cui 3 sono entrate nel tabellone principale.

## Teste di serie
1. Paul Goldstein /  Jim Thomas (ultimo turno)
2. Jeff Coetzee /  Brent Haygarth (Qualificati)
3. Neville Godwin /  Jason Weir-Smith (Qualificati)

1. Marc-Kevin Goellner /  Eric Taino (primo turno)
2. Aleksandar Kitinov /  Jan Siemerink (primo turno)
3. Ashley Fisher /  Paul Rosner (primo turno)

## Tabellone

### Legenda
| - Q = Qualificato - WC = Wild card - LL = Lucky loser | - ALT = Alternate - SE = Special Exempt - PR = Protected Ranking | - w/o = Walkover - r = Ritirato - d = Squalificato |

### Sezione 1
|  | Primo turno | Primo turno               | Primo turno               | Primo turno | Primo turno |  |  | Ultimo turno | Ultimo turno              | Ultimo turno              | Ultimo turno | Ultimo turno |  |
|  |             |                           |                           |             |             |  |  |              |                           |                           |              |              |  |
|  | 1           | Paul Goldstein Jim Thomas | Paul Goldstein Jim Thomas | 7           | 6           |  |  |              |                           |                           |              |              |  |
|  |             | Kevin Kim David Wheaton   | Kevin Kim David Wheaton   | 64          | 1           |  |  | 1            | Paul Goldstein Jim Thomas | Paul Goldstein Jim Thomas | 2            | 5            |  |
|  |             | Cecil Mamiit Vince Spadea | 6                         | 2           | 6           |  |  |              | Cecil Mamiit Vince Spadea | Cecil Mamiit Vince Spadea | 6            | 7            |  |
|  | 6           | Ashley Fisher Paul Rosner | 3                         | 6           | 2           |  |  |              |                           |                           |              |              |  |

### Sezione 2
|  | Primo turno | Primo turno                         | Primo turno                         | Primo turno                         | Primo turno |  |  | Ultimo turno | Ultimo turno                   | Ultimo turno | Ultimo turno | Ultimo turno |  |
|  |             |                                     |                                     |                                     |             |  |  |              |                                |              |              |              |  |
|  | 2           | Jeff Coetzee Brent Haygarth         | Jeff Coetzee Brent Haygarth         | Jeff Coetzee Brent Haygarth         | W-O         |  |  |              |                                |              |              |              |  |
|  |             | Robby Ginepri Levar Harper-Griffith | Robby Ginepri Levar Harper-Griffith | Robby Ginepri Levar Harper-Griffith |             |  |  | 2            | Jeff Coetzee Brent Haygarth    | 7            | 4            | 7            |  |
|  |             | Goran Ivanišević Ivan Ljubičić      | Goran Ivanišević Ivan Ljubičić      | 6                                   | 7           |  |  |              | Goran Ivanišević Ivan Ljubičić | 69           | 6            | 65           |  |
|  | 4           | Marc-Kevin Goellner Eric Taino      | Marc-Kevin Goellner Eric Taino      | 4                                   | 6           |  |  |              |                                |              |              |              |  |

### Sezione 3
|  | Primo turno | Primo turno                      | Primo turno                      | Primo turno | Primo turno |  |  | Ultimo turno | Ultimo turno                    | Ultimo turno | Ultimo turno | Ultimo turno |  |
|  |             |                                  |                                  |             |             |  |  |              |                                 |              |              |              |  |
|  | 3           | Neville Godwin Jason Weir-Smith  | Neville Godwin Jason Weir-Smith  | 6           | 6           |  |  |              |                                 |              |              |              |  |
|  |             | David DiLucia Michael Russell    | David DiLucia Michael Russell    | 2           | 2           |  |  | 3            | Neville Godwin Jason Weir-Smith | 63           | 7            | 6            |  |
|  |             | Devin Bowen Mitch Sprengelmeyer  | Devin Bowen Mitch Sprengelmeyer  | 6           | 7           |  |  |              | Devin Bowen Mitch Sprengelmeyer | 7            | 64           | 4            |  |
|  | 5           | Aleksandar Kitinov Jan Siemerink | Aleksandar Kitinov Jan Siemerink | 3           | 63          |  |  |              |                                 |              |              |              |  |